# Bor (Svezia)
Bor è un'area urbana della Svezia situata nel comune di Värnamo, contea di Jönköping.
La popolazione risultante dal censimento 2010 era di 1 256 abitanti.